# 天井

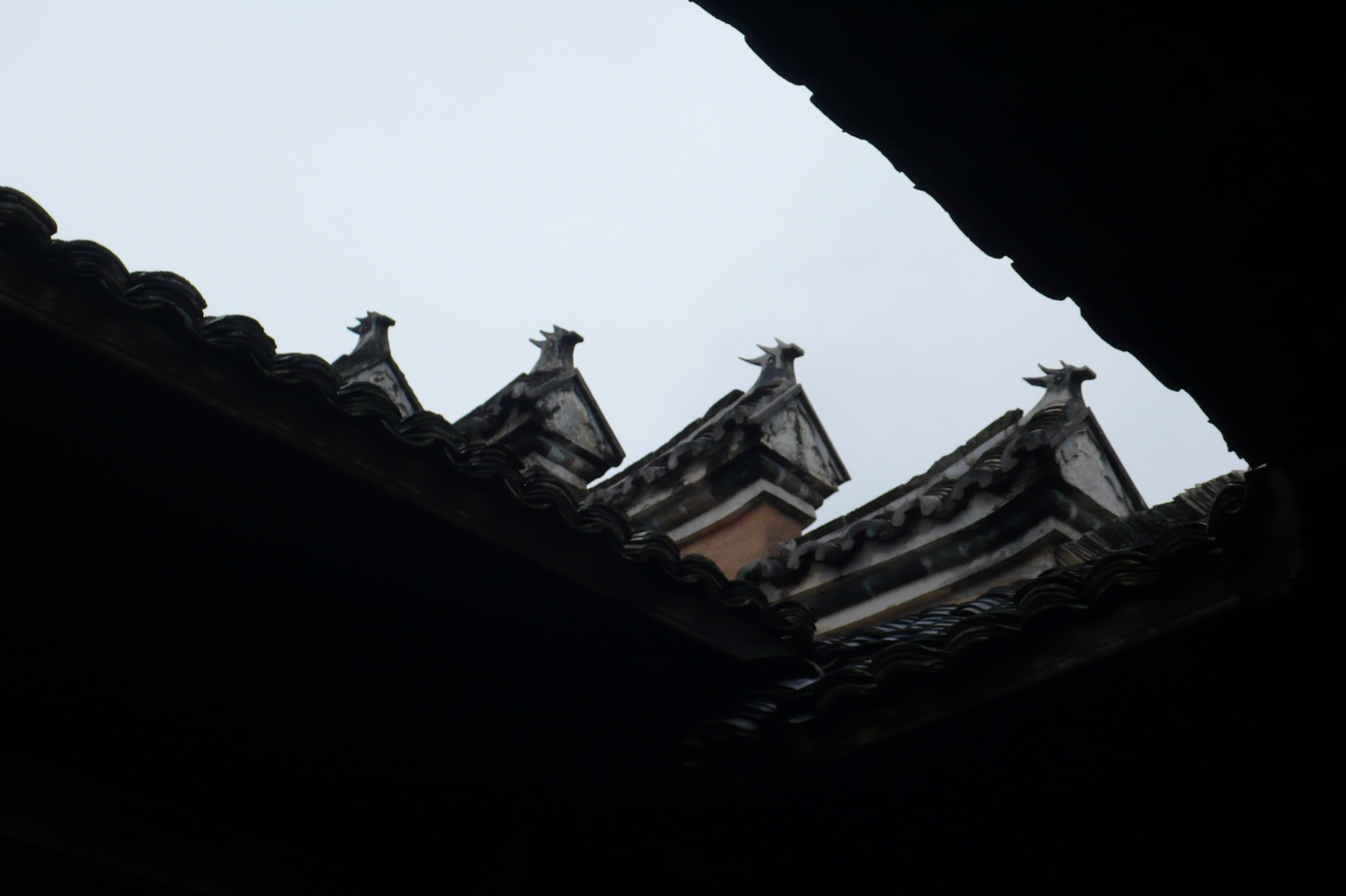
江西省龙南市关西老围宗祠的天井

7为天井

天井是指宅院中，房与房和房与围墙围成的露天空地，为建筑中的小块矩形开放空间或空隙，在中国南方的房屋结构中比较常见。一般在单进房屋的中心，或多进庭院每一进的中间，四面被房屋包围或三面房屋另一面为围墙，地面用青砖嵌铺。一般面积较小，光线被阻挡显得较暗，形状像深井，所以得名。

## 作用
天井一般面积较小，与北方住宅宽敞的庭院相比，不适合当作一个院子，但它能更好地面对南方的湿热天气。比北方的大院子更易散热。也能更好地过滤穿堂风。
夏天为旁边的房间提供庇荫，能防止太阳的暴晒，使住宅保持阴凉。
阴雨天气能蓄积雨水，契和风水学上“四水归堂”的说法。
并能借助栅格门，半门，通风口等结构保持通风，减少湿气，使之不会觉得阴湿。

## 图集

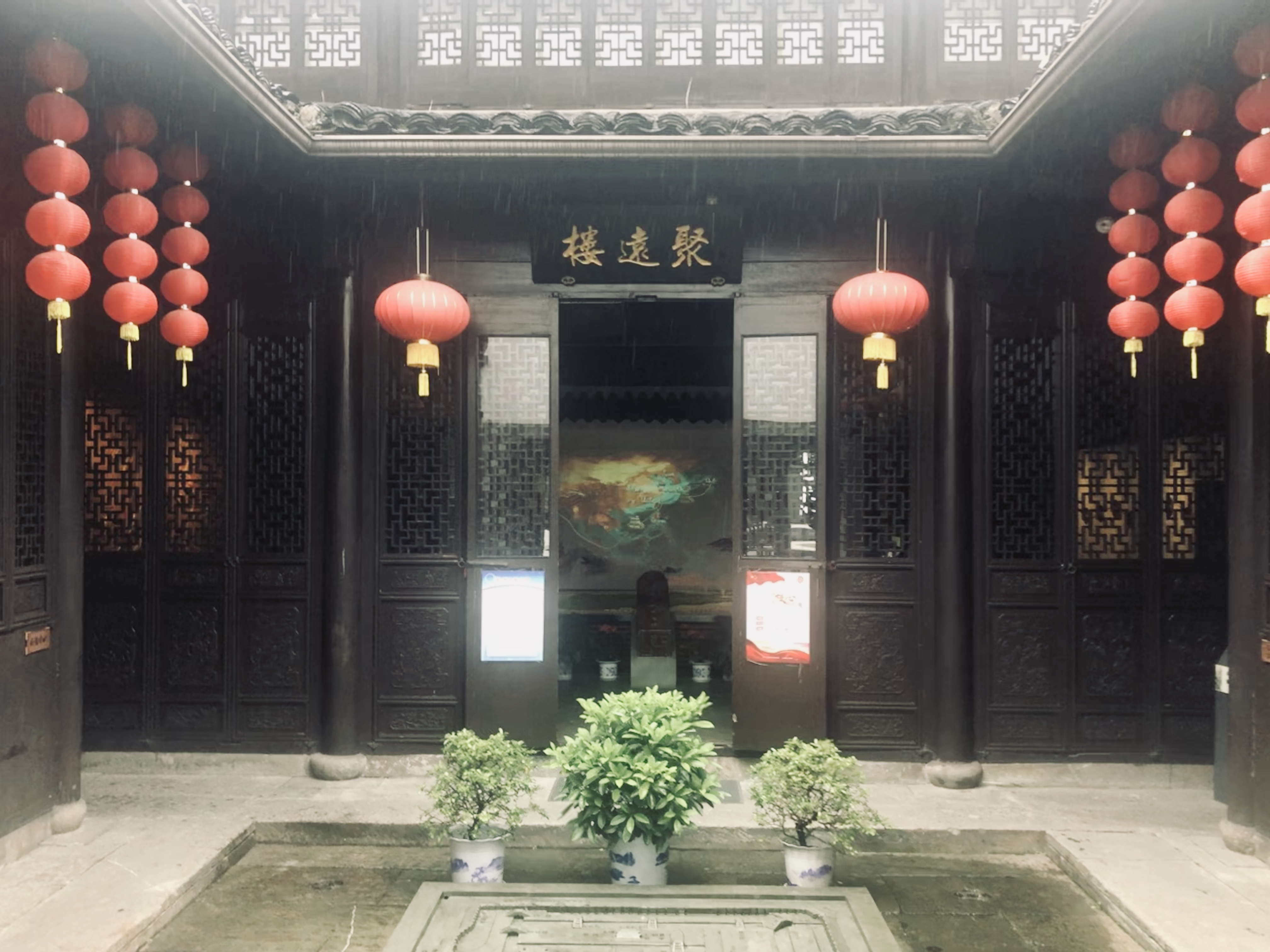
浙江省杭州市方志馆的天井
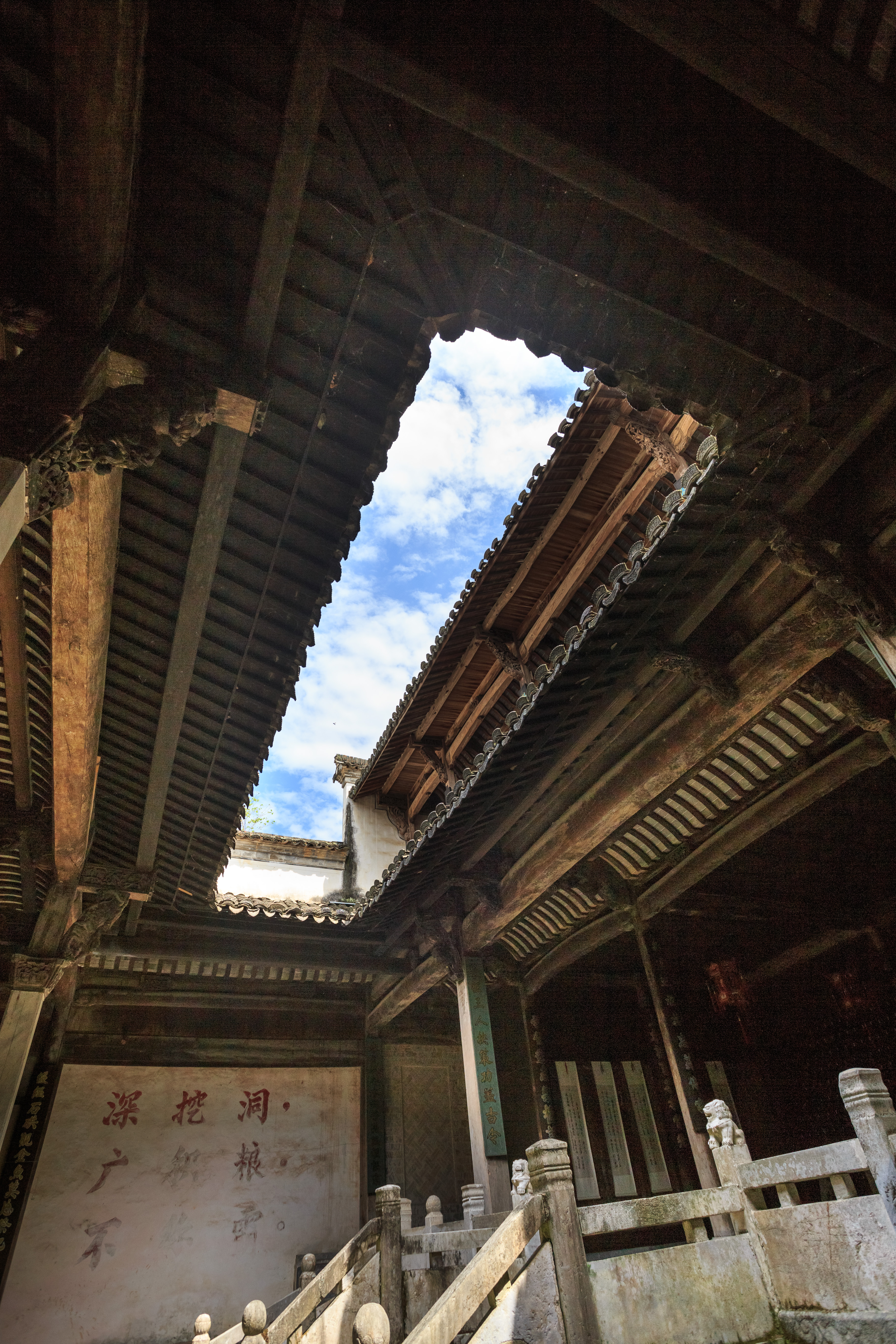
安徽泾县厚岸王氏宗祠的天井